# 九龍巴士273A線
九龍巴士273A線是香港粉嶺／上水新市鎮一條來往彩園及華明的循環巴士路線，途經太平、清河邨、百和路、粉嶺站、華明等地區。

## 簡介及歷史
粉嶺南於1990年代開始全面發展，九巴於1993年5月9日將70K線改為由華明開出後，經百和路直達上水，但不設百和路的回程服務，對居民造成不便。為彌補70K線的不足，九巴於1997年7月17日開辨273A線，同日起原本延長至欣翠花園的273線亦縮短服務範圍至粉嶺火車站。該線的行車路線開辦後已在數次改動：
- 1998年2月16日：北區醫院啟用而途經該處。
- 2001年2月25日：雍盛苑及昌盛苑入伙而途經華明路。
- 2003年9月1日：清城路學校村附近學校（如風采中學（教育評議會主辦））開課而於學校上課日上、下課時間途經該處。
- 2006年7月7日：清河邨及御皇庭陸續入伙，全日途經清曉路。
- 2006年7月17日至8月31日：暑期期間實施特別安排，由彩園於08:00-13:00開出之班次，每30分鐘便有一班繞經清城路，取代在上、下課時間所有班次一律繞經該處之安排。
- 2010年8月26日：增設晨早線273D，由清河邨往華明（循環線），而273D用車是由273A抽出。
- 2013年8月17日：北區「區域性巴士路線重組」第一階段實施，此路線更改繞經清城路的時段，並延遲尾班車時間至01:00。
- 2013年8月24日：北區「區域性巴士路線重組」第二階段實施，此路線於每天05:30加開一班特別班次由華明單向往彩園。
- 2015年12月31日：增設到站時間預報。
- 2017年8月7日：往華明方向新增保健路「祥龍圍邨」站。

以上的路線改動均見證着上水、粉嶺多年來的變遷。

## 服務時間及班次
| 彩園開               | 彩園開      | 彩園開       |
| 日期                 | 服務時間    | 班次（分鐘） |
| -------------------- | ----------- | ------------ |
| 星期一至五           | 05:30-06:00 | 15           |
| 星期一至五           | 06:00-06:30 | 10           |
| 星期一至五           | 06:30-06:45 | 7/8          |
| 星期一至五           | 06:45-07:27 | 4-6          |
| 星期一至五           | 07:27-07:59 | 8            |
| 星期一至五           | 07:59-08:30 | 10/11        |
| 星期一至五           | 08:30-15:00 | 10           |
| 星期一至五           | 15:00-17:30 | 7/8          |
| 星期一至五           | 17:30-19:00 | 6            |
| 星期一至五           | 19:00-22:34 | 8/9          |
| 星期一至五           | 22:34-23:24 | 10           |
| 星期一至五           | 23:24-00:00 | 12           |
| 星期一至五           | 00:00-01:00 | 15           |
| 星期六、日及公眾假期 | 05:30-06:00 | 15           |
| 星期六、日及公眾假期 | 06:00-07:00 | 10           |
| 星期六、日及公眾假期 | 07:00-22:10 | 7-9          |
| 星期六、日及公眾假期 | 22:10-23:00 | 10           |
| 星期六、日及公眾假期 | 23:00-00:00 | 12           |
| 星期六、日及公眾假期 | 00:00-01:00 | 15           |

特別班次（華明→彩園）
- 每日：05:40

特別班次（御皇庭→華明邨康明樓）
- 星期一至五：07:10

所有特別班次逢星期六、日及公眾假期不設服務

## 收費
全程：$4.8
| - 本線設有12歲以下小童及65歲或以上長者半價優惠。 - 65歲或以上香港居民使用「樂悠咭」，以及12歲以下合資格殘疾兒童使用「殘疾人士身份」個人八達通繳付車資，均可享有每程$2.0或半價（以較低者為準）的票價優惠；12至64歲合資格殘疾人士使用「殘疾人士身份」個人八達通（包括「樂悠咭」），以及60至64歲香港居民使用「樂悠咭」繳付車資，均可享有每程$2.0或全費（以較低者為準）的票價優惠。 - 65歲或以上長者如使用長者或一般個人八達通繳付車資，則只可享有半價優惠；12至64歲合資格殘疾人士如不使用「殘疾人士身份」個人八達通，以及60至64歲人士如不使用「樂悠咭」繳付車資，必須繳付全費。 - 乘客可以現金或八達通於上車時付款，不設找續。 - 每位成人乘客可免費攜帶最多兩名4歲以下而不佔座位的兒童乘客乘車，超額之4歲以下小童必須繳付小童車費乘車。 - 持有「九巴月票」之乘客在車票有效期內，每日可享最多10程任何九龍巴士及龍運巴士路線（包括本路線，以及聯營路線的九龍巴士／龍運巴士提供的班次；惟乘搭機場「A」及「NA」線則可享原價二七折優惠（不會計算每天10次合資格車程））；而B1線則每日可享最多各2程（不會計算每天10次合資格車程）。 - 九龍巴士、城巴、龍運巴士及陽光巴士全職員工及家屬（不包括外判職員）可免費乘搭本路線，惟必須拍職員或職員家屬八達通。 - 乘客亦可透過多元化電子支付系統（e度嘟）繳付車資，包括使用非接觸式VISA卡、JCB卡、萬事達卡、銀聯卡、美國運通、大來國際、Discover Card、Apple Pay、Google Pay、Samsung Pay、AlipayHK「易乘碼」、支付寶、WeChatHK／微信支付「搭車碼」、銀聯雲閃付「乘車碼」及BOC Pay「乘車碼」。乘客使用此付款方式，使用此支付方式的乘客可享有中途下車之分段收費，以及與其他九巴／龍運獨營路線或聯營線九巴／龍運班次之轉乘優惠，惟不適用於與非九巴／龍運路線之轉乘優惠，亦不能享有「公共交通費用補貼計劃」及「長者及合資格殘疾人士公共交通票價優惠計劃」。 |

### 八達通轉乘優惠
乘客登上本線後指定時間內以同一張八達通卡轉乘以下路線，或從以下路線登車後指定時間內以同一張八達通卡轉乘本線，次程可獲車資折扣優惠：
273往華明 → 273A往彩園，次程可獲$4.2折扣優惠，轉乘時限30分鐘。
273A←→70K，次程可獲$4.3折扣優惠，轉乘時限150分鐘
- 273A往華明 → 70K往清河（經祥華邨、聯和墟、天平、上水）
- 70K往華明（經上水、天平邨、聯和墟、祥華邨） → 273A往彩園

273A←→73、73A，次程可獲$4.3折扣優惠，轉乘時限150分鐘
- 273A往華明 → 73往大埔或73A往沙田
- 73或73A往華明 → 273A往彩園

273A←→278K，次程可獲$3.5折扣優惠，轉乘時限150分鐘
- 273A任何方向 → 278K往聯和墟
- 278K往粉嶺站 → 273A任何方向

273A←→九龍／荃灣市區路線，次程可獲$4.3折扣優惠，轉乘時限150分鐘
- 273A往華明 → T270、T277、270A、270B、270P、277X、277E/P或278X/A/P往九龍／荃灣
- 270A、270B、277X、277E/P或278X/P往北區 → 273A往彩園

273A←→屯門／元朗／天水圍路線，次程可獲$4.3折扣優惠，轉乘時限150分鐘
- 273A往彩園 → 76K、261(P)、276(P)或276A/B往屯門／元朗／天水圍
- 76K、261(P)、276(P)或276A/276B往上水 → 273A往華明

273A←→過海隧道路線，次程可獲$4.2折扣優惠，轉乘時限150分鐘
- 273A任何方向 → 373、673或978系往港島
- 373、673或978往北區 → 273A任何方向

## 使用車輛
路線開辦初期，只由273線調來數輛單層三菱MK117型巴士行走，後來，乘客量持續增加，九巴便改派丹尼士長矛及9.9米的丹尼士巨龍巴士行走。之後，為配合繞經北區醫院或會有使用輪椅及行動不便的乘客，九巴改派富豪超級奧林比安10.6米巴士及丹尼士三叉戟10.6米巴士行走，是北區繼276P線之後，第2條加入超低地台巴士行走的全日巴士路線。後來，為配合持續上升的客量，本線改派配置歐盟3型引擎的富豪超級奧林比安12米，當時為北區派車最先進的路線。2008年，當時負責本線派車的屯門車廠換入原屬元朗區968線的歐盟2型富豪超級奧林比安12米行走本線，取代配置歐盟3型引擎的同類車輛。同年，因應清河邨落成，九巴為本線增派2輛雙層巴士行走，使固定行走於該線的車輛增至16輛。於2011年，全數富豪超級奧林比安12米被調走，改以較舊的丹尼士三叉戟12米行走。惟不足1年後，本線再回復使用富豪超級奧林比安12米。由2016年起，隨著非低地台巴士陸續退役，本線正式全線改用超低地台巴士行走，方便行動不便人士乘搭本線來往北區醫院。於2017年1月起，九巴更安排旗下首部設有兩個輪椅停放區的巴士（ATENU808／TV1721）行走本線作試驗。
現時本線與273D線共獲派8輛富豪B9TL 12米（AVBWU）及5輛亞歷山大丹尼士Enviro 500 MMC 12米(E5T)，均屬上水車廠。此線亦間中以單層巴士和亞歷山大丹尼士Enviro 500 MMC 11.3米（E6M）行走。
| 車隊編號 | 車牌   |
| -------- | ------ |
| AVBWU40  | PK4366 |
| AVBWU85  | PV7829 |
| AVBWU172 | PY2783 |
| AVBWU179 | PY2580 |
| AVBWU180 | PY4153 |
| AVBWU187 | PY6231 |
| AVBWU245 | RH6769 |
| AVBWU187 | PY6231 |
| AVBWU207 | PZ9210 |
| AVBWU375 | TB9386 |
| E5T6     | TH2433 |
| E5T16    | TJ7312 |
| E5T17    | TJ8978 |
| E5T23    | TR5369 |
| E5T25    | TS1334 |

## 行車路線

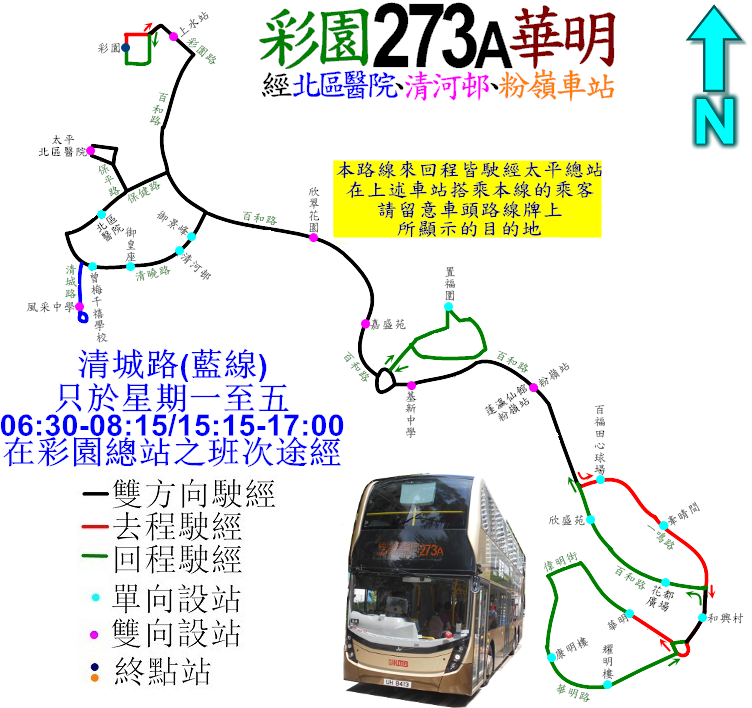
273A線的走線圖

經：彩園邨通道、彩園路、百和路、保健路、保平路、太平巴士總站、保平路、保健路、清曉路、清城路、清城路迴旋處、清城路、清曉路、百和路、一鳴路、華明路、迴旋處、雷鳴路、華明巴士總站、雷鳴路、偉明街、華明路、迴旋處、百和路、置福圍、百和路、清曉路、清城路、清城路迴旋處、清城路、清曉路、保健路、保平路、太平巴士總站、保平路、保健路、百和路、彩園路及彩園邨通道。
斜體字之路段祇於星期一至五上課日06:30-07:59及15:30-16:30途經。

### 沿線車站
| 彩園開 | 彩園開         | 彩園開       |
| 序號   | 車站名稱       | 位置         |
| ------ | -------------- | ------------ |
| 1      | 彩園巴士總站   | 彩園巴士總站 |
| 2      | 上水站         | 彩園路       |
| 3      | 太平巴士總站   | 太平巴士總站 |
| 4      | 祥龍圍邨       | 保健路       |
| *      | 風采中學       | 清城路       |
| 5      | 御皇庭         | 清曉路       |
| 6      | 御景峰         | 清曉路       |
| 7      | 欣翠花園       | 百和路       |
| 8      | 嘉盛苑         | 百和路       |
| 9      | 基新中學       | 百和路       |
| 10     | 粉嶺站（D1）   | 百和路       |
| 11     | 百福田心球場   | 一鳴路       |
| 12     | 牽晴間         | 一鳴路       |
| 13     | 和興村         | 華明路       |
| 14     | 華明巴士總站   | 華明巴士總站 |
| 15     | 華明邨康明樓   | 華明路       |
| 16     | 華明邨耀明樓   | 華明路       |
| 17     | 花都廣場       | 百和路       |
| 18     | 欣盛苑         | 百和路       |
| 19     | 蓬瀛仙館（D2） | 百和路       |
| 20     | 基新中學       | 百和路       |
| 21     | 粉嶺置福圍     | 置福圍       |
| 22     | 嘉盛苑         | 百和路       |
| 23     | 華慧園         | 百和路       |
| 24     | 清河邨         | 清曉路       |
| 25     | 曾梅千禧學校   | 清曉路       |
| *      | 風采中學       | 清城路       |
| 26     | 太平巴士總站   | 太平巴士總站 |
| 27     | 上水站         | 彩園路       |
| 28     | 彩園巴士總站   | 彩園巴士總站 |

## 外部連結
- 九龍巴士273A線官方網站路線資料 （页面存档备份，存于）
- 273A班次不準 乘客失預算 （页面存档备份，存于） 《東方日報》 2013年11月9日